# Jean-Marie Le Vert
Jean-Marie Charles André Le Vert (ur. 9 kwietnia 1959 w Papeete) – francuski duchowny katolicki, biskup pomocniczy Bordeaux od 2018.

## Życiorys

### Prezbiterat
Święcenia kapłańskie otrzymał 10 października 1987 jako członek Wspólnoty św. Marcina. Po święceniach rozpoczął pracę w domu formacyjnym zgromadzenia, zaś od 1990 pracował w archidiecezji Tours, do której w 1995 został inkardynowany. Był m.in. wykładowcą seminarium w Orleanie oraz duszpasterzem młodzieży. Odpowiadał także za duszpasterstwo powołań w archidiecezji.

### Episkopat
21 listopada 2005 papież Benedykt XVI mianował go biskupem pomocniczym diecezji Meaux, ze stolicą tytularną Simidicca. Sakry biskupiej udzielił mu 8 stycznia 2006 kardynał Jean Honoré.
7 grudnia 2007 został biskupem ordynariuszem diecezji Quimper. 22 stycznia 2015 papież Franciszek przyjął jego rezygnację z pełnionego urzędu, polecając mu jednocześnie podjęcie pomocy duszpasterskiej w archidiecezji Bordeaux. 9 marca 2018 papież ustanowił go biskupem pomocniczym Bordeaux, nadając mu stolicę tytularną Briançonnet.